# Philip Knapton
Pour les articles homonymes, voir Knapton.
Philip Knapton, né le 20 octobre 1788 à York, et mort le 20 juin 1833 à York, est un organiste anglais et un compositeur de musique classique.

## Biographie
Philip Knapton, né le 20 octobre 1788 à York, est le fils de Samuel Knapton, éditeur de musique et facteur d'instruments qui reprit les affaires de Thomas Haxby à York vers 1796. Il fait ses études musicales à Cambridge, sous la direction de Charles Hague (en), mais il n'obtient pas son diplôme.
Il retourne à York, où il réside jusqu'à sa mort. Vers 1812, il devient organiste de l'église Saint-Sauveur de York, la première après l'installation de l'orgue. Peu de temps après, sentant que la psalmodie était tombée dans l'oubli, il produisit A Collection of Tunes for Psalms and Hymns, Selected as a Supplement to those now used in several Churches in York and its Vicinities, publié à York en 1816; il choisit des airs qu'il considérait comme n'ayant ni "style lugubre" ni "style léger et indécent". Il a fait l'objet d'au moins trois éditions.
Il fut l'un des chefs adjoints des festivals de York en 1823,1825 et 1828.
Il a composé plusieurs ouvertures, concertos pour piano et autres œuvres orchestrales, et a arrangé un certain nombre de fantaisies sur des airs bien connus pour piano et pour piano et harpe.
Son arrangement pour piano de la chanson de Carolina Nairne "Caller Herrin'" jouit d'une grande popularité, tout comme sa musique pour la chanson "There be none of Beauty's Daughters", qui a été revue en 1820 : "Cette chanson est plus joyeusement conçue que n'importe quelle autre qui est tombée depuis un certain temps sous notre observation. Il montre une gestation d'imagination et de bienséance de pensée..... L'ouverture est l'un de ces passages mélodieux, courts mais séduisants, qui se fixent à la fois sur la fantaisie et se fixent dans la mémoire. Une fois entendue, elle vous hante pour le jour, et vient sans cesse sans être appelée..... Ni le stratagème, ni l'exécution de cette chanson ne sont un lieu commun... elle témoigne d'une part plus qu'ordinaire de l'imagination et du sentiment qui, unissait à la science, sont les qualités qui conduisent un compositeur à la distinction.".